# Чарлз Кертіс
Чарлз Кертіс (англ. Charles Curtis; нар. 25 січня 1860 — пом. 8 лютого 1936) — американський політик, член палати представників, сенатор від штату Канзас з 1907 по 1913 рік, і 31-й віцепрезидент США з 1929 по 1933.

## Біографія
Чарлз Кертіс народився 25 січня 1860 в Топіці, Канзас, в сім'ї Оррена Кертіса, що був англійського, шотландського і валлійського походження, і Еллен Папан, в жилах якої текла французька та індіанська кров. З боку матері Кертіс був нащадком вождя індіанського племені канза, від назви якого утворився новий штат Канзас. Мати Чарлза навчила його французької мови. З дитинства катаючись на конях, він був відмінним жокеєм. Після смерті матері він виховувався дідусем і бабусею, які справили на нього великий вплив. Саме бабуся наполягла, щоб Кертіс отримав освіту в середній школі Топіки. Після закінчення школи Чарлз вивчав право, попутно працюючи на неповному робочому дні. У 1881 році його прийняли в колегію адвокатів. З 1885 по 1889 рік проходив практику в Топіці як прокурор округу Шоні, Канзас.

## Політична кар'єра
Інтерес, який Кертіс показав у скачках, був виражений і в його політичній кар'єрі. Обраний республіканцями в палату представників, він переобирався в наступні шість термінів. Служачи в Конгресі, Чарльз Кертіс допоміг прийняттю з умовами, що включають забезпечення землею п'яти цивілізованих племен Оклахоми. Він вважав, що індіанці зможуть отримати вигоду, будучи освіченими, асимілюючись і приєднавшись до цивілізованого суспільства. Уряд спробував переконати їх прийняти європейсько-американську культуру. При здійсненні цього завдання деякі адміністратори зайшли занадто далеко, погрожуючи і руйнуючи сім'ї.
У 1914 році Канзаський законодавчий орган обрав Кертіса в Сенат. Після проходження сімнадцятої поправки до Конституції США, що передбачає прямі вибори сенаторів, шляхом всенародного голосування в 1920 році Чарлза вибрали сенатором. На цій посаді він залишався до обрання віце-президентом.
У 1928 році Кертіса обрали віце-президентом. Незабаром після початку Великої депресії він схвалив п'ятиденний робочий тиждень без скорочення заробітної плати.

## Смерть
Чарлз Кертіс помер 8 лютого 1936 від гострого інфаркту міокарда. Згідно його волі, його тіло було перевезено до його рідного штату Канзас, де він й був похований на кладовищі Топіки, поряд з дружиною. Він був останнім з віце-президентів, що мав вуса.